# Тэмпл Грандин (фильм)
«Тэмпл Грандин» (англ. Temple Grandin) — телевизионный биографический фильм режиссёра Мика Джексона и производства HBO.
Фильм был показан 6 февраля 2010 года и получил множество положительных отзывов со стороны критиков. Авторитетный сайт Rotten Tomatoes присудил фильму стопроцентный рейтинг, основанный на восьми рецензиях. «Тэмпл Грандин» был выдвинут в 15 номинациях на престижную телевизионную премию «Эмми» и выиграл семь статуэток, включая награду в категории «Лучший мини-сериал или фильм на телевидении».
Актёрские работы подавляющей части состава были высоко оценены ведущими мировыми кинокритиками. Больше всего похвальных рецензий собрало перевоплощение Клэр Дэйнс, забравшей за эту роль «Эмми», «Золотой глобус» и премию Гильдии киноактёров США.

## Сюжет
Биографический фильм о жизни Тэмпл Грандин, женщины с аутизмом, которая стала одной из ведущих учёных в области сельскохозяйственной промышленности. Героиня фильма социализируется и находит своё место в жизни. Она спроектировала более половины всех скотобоен в США, и ключевой её целью было наиболее гуманное отношение к животным.

## В ролях
- Клэр Дэйнс — Тэмпл Грандин
- Джулия Ормонд — Юстейси Грандин (мать Темпл)
- Дэвид Стрэтэйрн — профессор Карлок
- Кэтрин О’Хара — Анна (тётя Темпл, сестра Юстейси)